# Elaeagnus pungens
Elaeagnus pungens — вид квіткових рослин з родини маслинкових (Elaeagnaceae). Поширення: Південно-Центральний і Південно-Східний Китай, Японія, Південна Корея.

## Середовище
Населяє відкриті схили, узбіччя доріг або зарості, часто поблизу моря; нижче 1000 метрів.

## Біоморфологічна характеристика
Це вічнозелений кущ заввишки 3–4 метри, густо розгалужений. Колючки часті; молоді гілки густо коричнево лускаті. Ніжка листка міцна, 5–15 мм, коричнево луската; листкова пластинка від довгастої до вузько-довгастої, 5–10 × 1.8–3.5 см, шкіряста, знизу з густими білуватими, а зазвичай також коричневими лусками, зверху гола та блискуча, бічні жилки 7–9 з кожного боку середньої жилки, основа закруглена, край зубчастий з чітко хвилястими краями, верхівка від тупої до тупо гострої. Квіти жовтуваті або білі й мають солодкий аромат, по небагато зібрані в пазухах листків. Квітконіжка 5–8 мм, коричнево луската. Чашечка трубчасто-воронкоподібна, досить широка, 6–7 мм, різко звужена біля основи; частки яйцеподібні, приблизно 1/2 довжини трубки, верхівка закруглена. Кістянка довгаста, 1.2–1.5 см, коричнево луската. Еліпсоїдні, ребристі зерна (насіння) відносно великі. Цвітіння: вересень — грудень; плодіння: квітень — червень.

## Використання
Попри свій інвазивний потенціал, E. pungens широко культивується як садова рослина в помірних регіонах. Добре переносить різні умови навколишнього середовища, включаючи спеку, холод, вітер, прибережні умови, тінь та повне сонце. Вид посухостійкий і може рости на різних типах ґрунтів, зокрема на тих, що зустрічаються на гірничих відвалах. Було розроблено численні сорти, особливо для створення строкатого листя.
Плоди та насіння вживають у їжу сирими або вареними. Плоди мають приємний, злегка кислий смак, коли повністю дозрівають; до цього вони терпкі. Дещо волокнисте насіння має смак арахісу та містить 42,2% білка та 23,1% жиру.

## Галерея

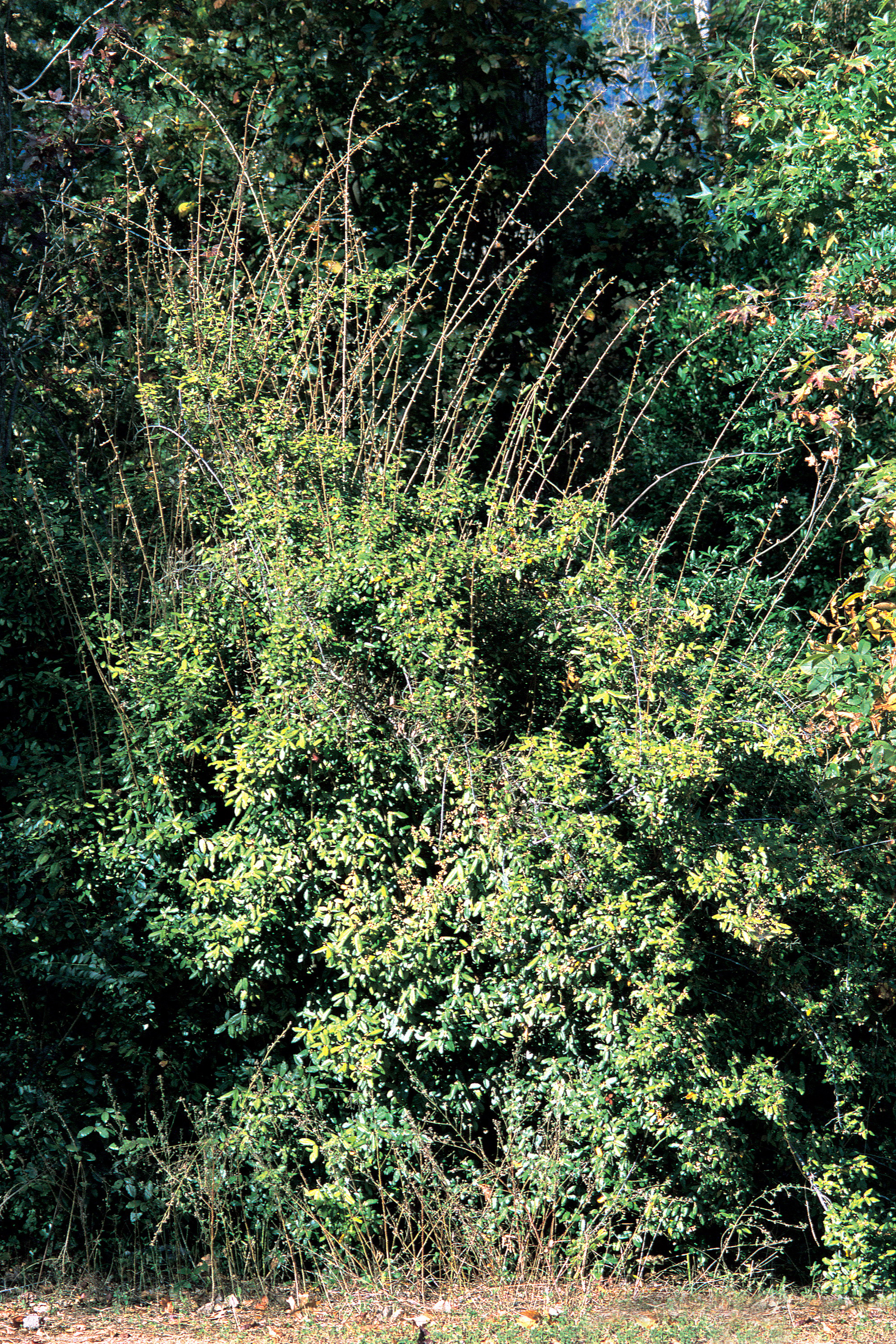
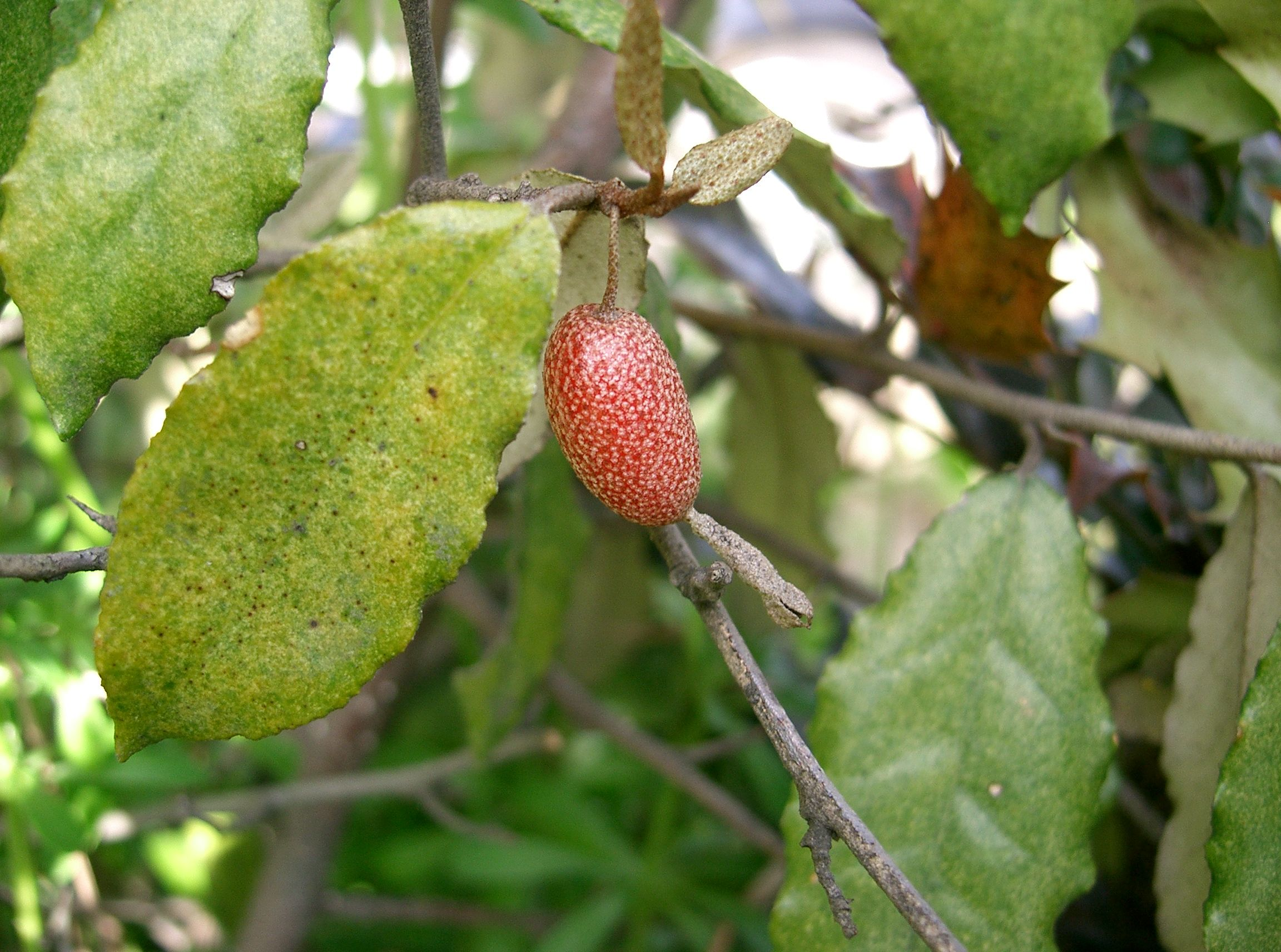
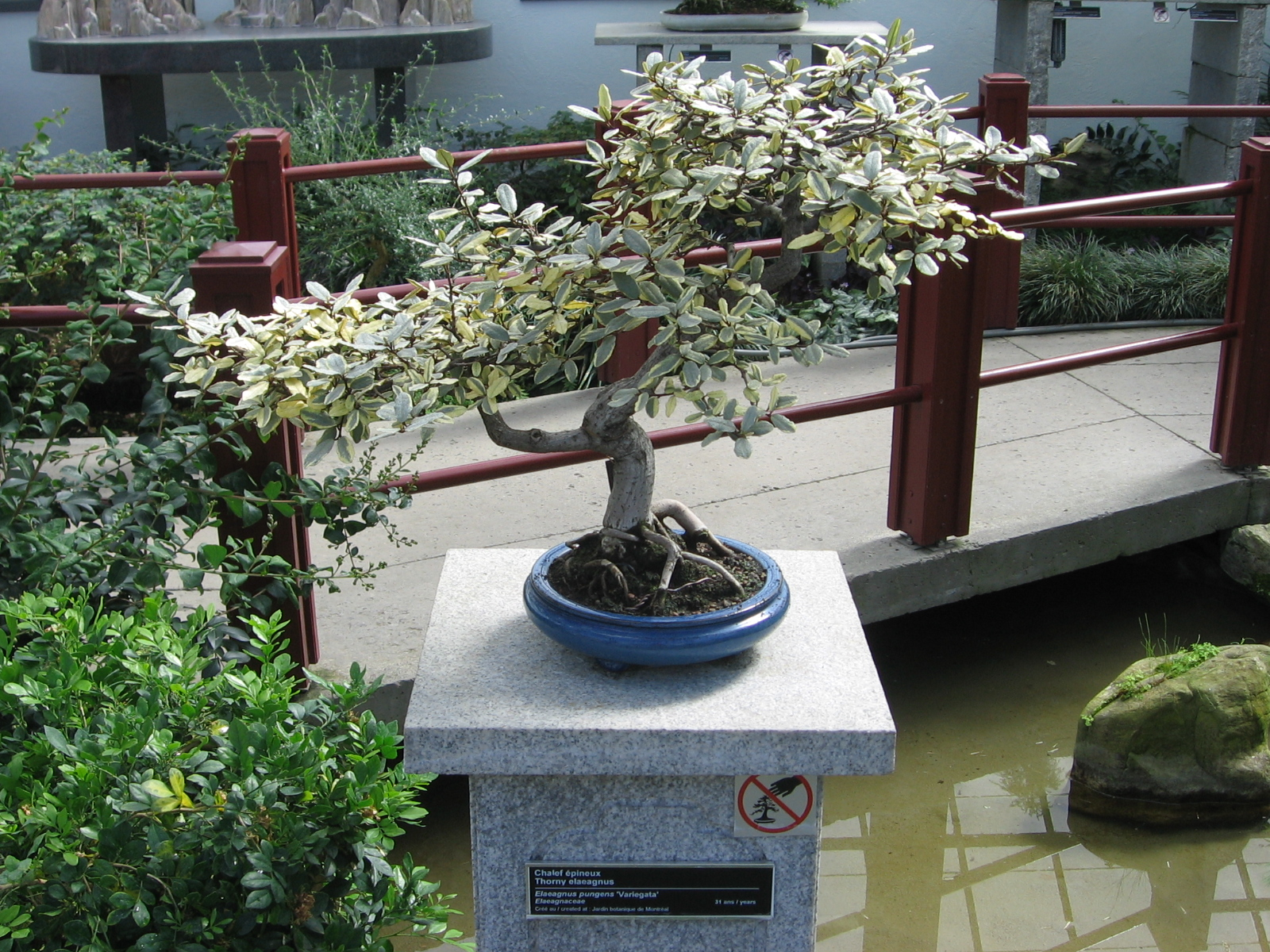